# المليار (فلم)
المليار هو فيلم كوميدي مغربي من إخراج محمد رائد المفتاحي سنة 2017، و بطولة كل من ربيع القاطي، محمد عاطر، زهيرة صديق، حسناء موني، عبد الله شيشة، ساندية تاج الدين، زهور السليماني.
يتطرق الفيلم لموضوع الفقر والنفاق الاجتماعي.

## القصة
تدور أحداث الفيلم عن قصة حياة علي ولد صفية، «البوعار» المهمش الذي يعيش ويأكل من الأزبال والنفايات، إلى حين ظهور مبلغ المليار غير المنتظر الذي سيقلب حياته رأسا على عقب، خاصة عندما يعكف على تغيير حياته المزرية إلى حياة الترف.

## روابط خارجية
- مقالات تستعمل روابط فنية بلا صلة مع ويكي بيانات